# Juan Fernández Vilela
Juan Fernández Vilela (Ferrol, 16 settembre 1948) è un calciatore spagnolo, di ruolo centrocampista.

## Carriera
Iniziò la carriera nell'Esteiro di Ferrol.
Nel 1965 passò Racing Club Ferrol che lo prestò al Club Arsenal de El Ferrol. Nel 1967 tornò al Racing, militante nella Segunda División spagnola.
Nel 1968 prese parte alle Olimpiadi in Messico con la selezione spagnola.
Nel 1969 si trasferì al Celta Vigo, altro club galiziano che militava in Primera División. Fernández iniziò il capitolo più longevo della sua carriera, disputando undici stagioni con il Celta. Nella stagione 1971-1972 giocò la Coppa UEFA, il Celta fu eliminato al primo turno dagli scozzesi dell'Aberdeen.
Dopo aver lasciato il Celta a 31 anni, nel 1980, concluse le fasi finali della sua carriera da calciatore giocando nelle divisioni inferiori del calcio spagnolo con la maglia del Pontevedra CF.